# Múnia verd
El múnia verd (Amandava formosa) és un petit moixó de la família dels estríldids (Estrildidae) endèmic del subcontinent indi.

## Morfologia
- Fa aproximadament 10 cm de llarg.
- Color verd oliva per sobre i groc per sota. Flancs blancs amb barres fosques i bec vermellós.
- Cua arrodonida de color negre. Barbeta de color groc pàl·lid i la part inferior del pit, l'abdomen i les cobertores caudals inferiors d'un groc més viu.
- Bec vermellós i potes marró o color carn.
- La femella és lleugerament més pàl·lida que el mascle.[2]

## Hàbitat i distribució
Habita zones de matoll i herba alta localment a planures i turons de l'Índia Central.